# Tinginya
Tinginya ist ein Verwaltungsbezirk (Ward) des Distrikts Tunduru in der tansanischen Region Ruvuma.

## Geografie
Tinginya liegt im Süden von Tansania im Osten der Region Ruvuma und an der Grenze zu den Regionen Lindi und Mtwara. Im Norden grenzt der Bezirk an Ngapa, im Westen an Mindu und im Süden an Namakambale. Bei der Volkszählung 2022 lebten 6689 Menschen in 1798 Haushalten auf einer Fläche von 202 Quadratkilometern.

## Gliederung
Der Bezirk besteht aus drei Gemeinden (Mtaa) mit 14 Orten (Kitongoji):
| Tinginya - Mnazimmoja - Kilimahewa - Mtakuja - Songambele - Namatanda | Tanga - Makondeko - Darajani - Mchangani - Kanisani - Lukambwa - Madukani - Kinondoni | Namatanda - Ghalani - Magengeni |

## Wirtschaft und Infrastruktur
- Gesundheit: In Tinginya gibt es eine öffentliche Apotheke.[8]